# Almenno San Bartolomeo
Pour les articles homonymes, voir Almenno et San Bartolomeo.
Almenno San Bartolomeo est une commune italienne de la province de Bergame, dans la région Lombardie.

## Géographie
- Limite communale

## Culture
- Rotonda di San Tomè, Almenno San Bartolomeo

## Fêtes, foires

### Communes limitrophes
Almè, Almenno San Salvatore, Barzana, Brembate di Sopra, Paladina, Palazzago, Roncola, Strozza, Valbrembo.

## Patrimoine

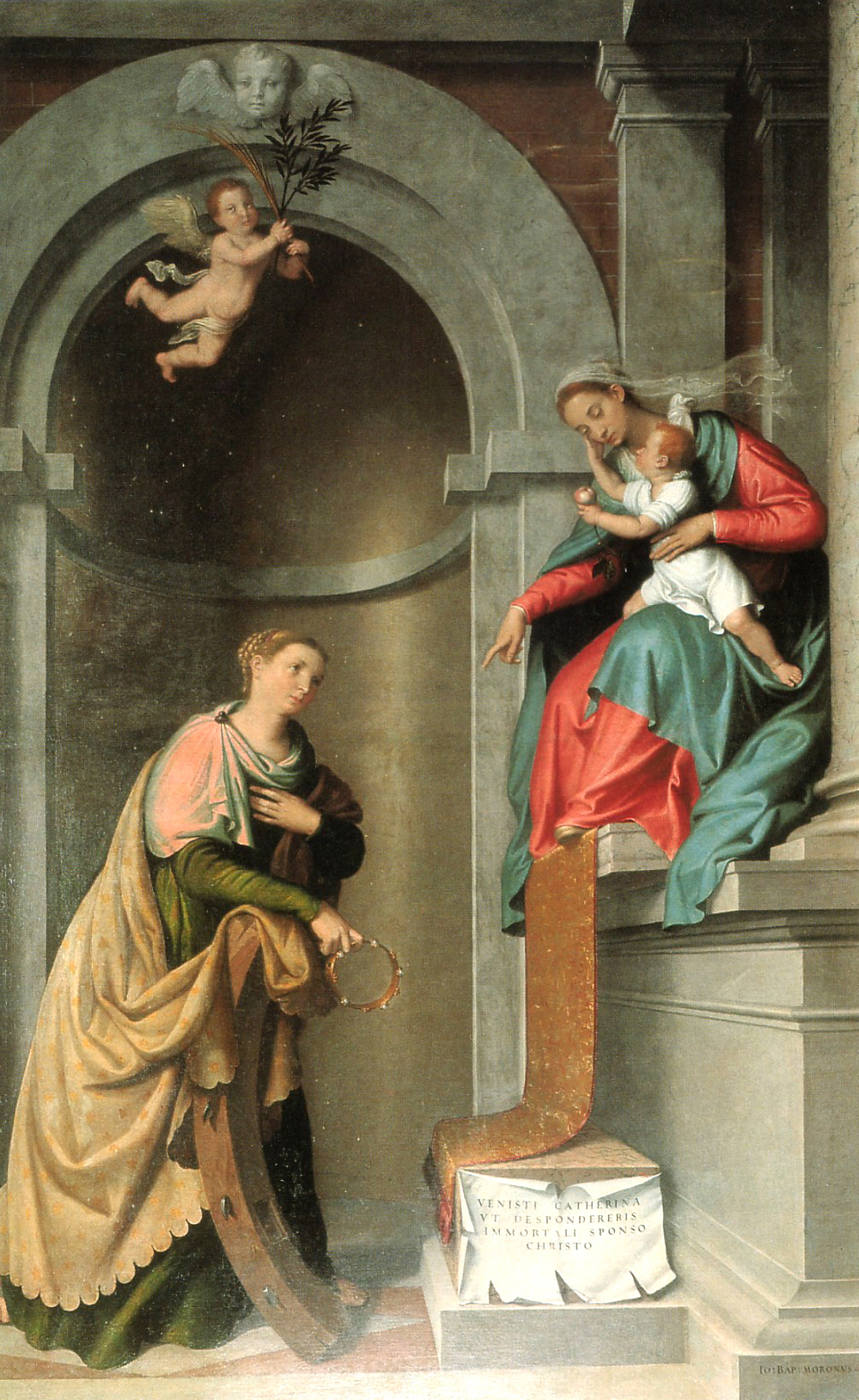
La Vierge à l'Enfant et sainte Catherine, de Giovanni Battista Moroni (1578).

L'église San Bartolomeo abrite une toile remarquable de Giovanni Battista Moroni La Vierge à l'Enfant et sainte Catherine (1578).